# Hughscottiella auricapilla
Hughscottiella auricapilla is een schietmot uit de familie Atriplectididae. De soort komt voor in het Afrotropisch gebied.